# Таскалуса (округ)
Таскалу́са (англ. Tuscaloosa County) — округ в штате Алабама, США. Официально образован в 1818 году. По состоянию на 2010 год, численность населения составляла 194 656 человек.

## География
По данным Бюро переписи США, общая площадь округа равняется 3 499,1 км², из которых 3 424,0 км² суша и 77,7 км² или 2,2 % это водоемы.

### Соседние округа
|        | Фейетт    |            | Уолкер |  |
| Пикенс | север     | Джефферсон |        |  |
| Пикенс | Таскалуса | Джефферсон |        |  |
| Пикенс | юг        | Джефферсон |        |  |
| Грин   | Хейл      | Бибб       |        |  |

## Население
По данным переписи населения 2000 года в округе проживает 164 875 жителей в составе 64 517 домашних хозяйств и 41 677 семей. Плотность населения составляет 48,00 человек на км2. На территории округа насчитывается 71 429 жилых строений, при плотности застройки около 21,00-го строения на км2. Расовый состав населения: белые — 68,12 %, афроамериканцы — 29,31 %, коренные американцы (индейцы) — 0,23 %, азиаты — 0,92 %, гавайцы — 0,03 %, представители других рас — 0,56 %, представители двух или более рас — 0,82 %. Испаноязычные составляли 1,29 % населения независимо от расы.
В составе 30,30 % из общего числа домашних хозяйств проживают дети в возрасте до 18 лет, 47,20 % домашних хозяйств представляют собой супружеские пары проживающие вместе, 14,00 % домашних хозяйств представляют собой одиноких женщин без супруга, 35,40 % домашних хозяйств не имеют отношения к семьям, 28,40 % домашних хозяйств состоят из одного человека, 8,30 % домашних хозяйств состоят из престарелых (65 лет и старше), проживающих в одиночестве. Средний размер домашнего хозяйства составляет 2,42 человека, и средний размер семьи 3,00 человека.
Возрастной состав округа: 23,40 % моложе 18 лет, 16,50 % от 18 до 24, 28,10 % от 25 до 44, 20,80 % от 45 до 64 и 20,80 % от 65 и старше. Средний возраст жителя округа 32 лет. На каждые 100 женщин приходится 92,80 мужчин. На каждые 100 женщин старше 18 лет приходится 89,50 мужчин.
Средний доход на домохозяйство в округе составлял 34 436 USD, на семью — 45 485 USD. Среднестатистический заработок мужчины был 34 807 USD против 24 128 USD для женщины. Доход на душу населения составлял 18 998 USD. Около 11,30 % семей и 17,00 % общего населения находились ниже черты бедности, в том числе — 19,50 % молодежи (тех, кому ещё не исполнилось 18 лет) и 13,20 % тех, кому было уже больше 65 лет.